# Outcast (revista em quadrinhos)
Outcast (originalmente intitulado com a marca registrada Outcast by Kirkman and Azaceta) é uma atual publicação mensal de histórias em quadrinhos americana criada pelo escritor Robert Kirkman e o artista Paul Azaceta.
É uma história de terror sobrenatural que narra a vida de Kyle Barnes, um homem cujos entes queridos estiveram envolvidos em possessões demoníacas desde a infância. Quando já está adulto ele tenta, com a ajuda de um clérigo, desvendar o que de fato está por trás das manifestações sobrenaturais e por que ele parece ter peculiaridades especiais. 
A primeira edição da revista mensal foi publicada em 25 de junho de 2014 pela Image Comics. Antes do lançamento da primeira edição, Kirkman também começou a desenvolver uma adaptação televisiva de mesmo nome em parceira com o Cinemax, que começou a ser exibida em junho de 2016.

## História da publicação
Outcast foi oficialmente anunciado em outubro de 2013 durante a Comic Con de Nova York, após dois anos de desenvolvimento. Kirkman disse que era a primeira vez que ele já tinha um final claro em mente quando ele começou a escrever a história em quadrinhos. Ele descreveu Outcast como uma história de horror épica, na qual tinha a esperança de dar verdadeiros susto aos leitores, em oposição ao estilo de The Walking Dead. Kirkman também informou que as ordens para a primeira edição de Outcast foram mais altas do que a edição mais recente de The Walking Dead.

## Publicações
1. Uma escuridão o cerca, 25 de junho de 2014
2. Das sombras ele assiste, 30 de julho de 2014
3. Eu lembro de quando ela me amava, 27 de agosto de 2014
4. Para iluminar nosso caminho, 24 de setembro de 2014
5. Uma ira oculta, 12 de novembro de 2014
6. Receba tua marca, 24 de dezembro de 2014
7. Uma estrada diante de nós, 18 de março de 2015
8. Uma vasta e interminável ruína, 29 de abril de 2015
9. O que se esconde no interior, 27 de maio de 2015
10. Uma fraqueza exposta 1 de julho de 2015
11. Uma linha é cruzada, 5 de agosto de 2015
12. Perto de casa, 9 de setembro de 2015
13. Esta pequena luz, 25 de novembro de 2015
14. Fique atrás de mim, Satã, 16 de dezembro de 2015
15. Completamente abandonado, 27 de janeiro de 2016
16. Dominado, 24 de fevereiro de 2016
17. O dano causado, 23 de março de 2016
18. Não há escapatória, 27 de abril de 2016
19. Sob as asas do demônio, 27 de julho de 2016[4]
20. Um poder exposto, 24 de agosto de 2016
21. Sangue é derramado, 28 de setembro de 2016
22. O tempo está passando, 2016
23. A escuridão anterior, 2016
24. Sem retorno, 2017
25. Luz do dia, 2017
26. A borda afiada, 2017
27. Um novo caminho, 2017
28. Seu rebanho crescente, 2017
29. Indesejável, 2017
30. Uma tempestade iminente, 2017
31. Vida doméstica, 2017

## Adaptação televisiva
Em 2013, o Cinemax adquiriu os direitos para produzir uma série de televisão baseada na história em quadrinhos. Dez episódios foram anunciados para serem exibidos, estrelando Patrick Fugit (Kyle Barnes) e Philip Glenister (Reverendo Anderson) nos papéis principais do show, que estreou em junho de 2016.

## Recepção
A primeira edição do quadrinho que foi lançada em junho de 2014 (A Darkness Surrounds Him) recebeu críticas positivas.